# Lincoln Ellsworth

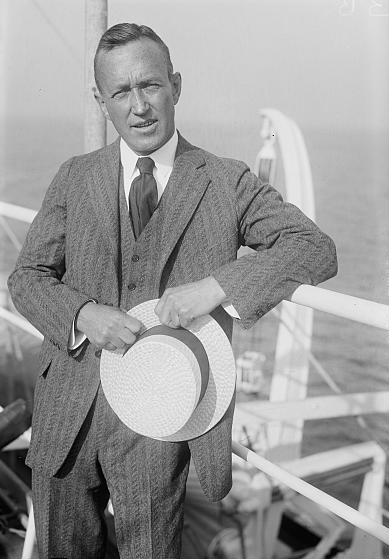
Lincoln Ellsworth

Lincoln Ellsworth, född 12 maj 1880 i Chicago i Illinois, död 26 maj 1951 i New York, var en amerikansk ingenjör och upptäcktsresande. Han var son till James Ellsworth och Eva Frances Butler.
Ellsworth genomförde sin första expedition 1924, då han ledde en expedition till Amazonflodens källor.
Ellsworth far var förmögen ägare till kolgruvor. Han donerade 100 000 dollar för att finansiera Roald Amundsens flygexpedition till Nordpolen 1925 under den betingelsen att sonen Lincoln fick deltaga.
För expeditionen inskaffades två stycken Dornier Wal sjöflygplan som registrerades under beteckningarna N 24 och N 25. Amundsen färdades i N 25 som navigatör medan Ellsworth var navigatör i N 24. På samma båt tjänstgjorde piloten Leif Ragnar Dietrichson och mekanikern Oskar Omdal.
De båda flygbåtarna startade samtidigt från Ny-Ålesund på Svalbard den 21 maj 1925. De landade på 87° 44' nord, men hade stora problem att åter starta. N 24 var så skadad att man tvingades att överge flygbåten och alla deltagarna skulle flygas hem i N 25. Man fick utföra arbeten för att få till en 500 meter slät yta som kunde användas som startbana, och den 15 juni startade man återfärden till Spetsbergen.
När Amundsen utrustade expeditionen för 1926 års försök att nå Nordpolen kontaktades James Ellsworth, som även denna gång ställde upp med ett betydande belopp, på villkor att sonen Lincoln fick deltaga.
Tillsammans med Amundsen, Umberto Nobile och besättningen ombord på luftskeppet Norge blev han den första att se Nordpolen från luften under en flygning från Ny-Ålesund på Spetsbergen till Teller i Alaska i maj 1926.
Den 23 november 1935 genomförde Ellsworth tillsammans med Herbert Hollick-Kenyon i en Northrop Gamma en flygning från Dundee Island över Antarktis; under flygningen upptäckte han en bergformation som han namngav Ellsworth Mountain.
För att hedra Ellsworths minne utgav det amerikanska postverket ett frimärke som bär hans bild.